# Liste der Bodendenkmäler in Buxheim (Oberbayern)
Auf dieser Seite sind die Bodendenkmäler in der oberbayerischen Gemeinde Buxheim zusammengestellt. Diese Tabelle ist eine Teilliste der Liste der Bodendenkmäler in Bayern. Grundlage ist die Bayerische Denkmalliste, die auf Basis des Bayerischen Denkmalschutzgesetzes vom 1. Oktober 1973 erstmals erstellt wurde und seither durch das Bayerische Landesamt für Denkmalpflege geführt wird. Die folgenden Angaben ersetzen nicht die rechtsverbindliche Auskunft der Denkmalschutzbehörde.

## Bodendenkmäler in Buxheim
| Lage                            | Objekt | Akten-Nr.     | Bild |
| ------------------------------- | --- | ------------- | ---- |
| Buxheim (Oberbayern) (Standort) | Straße der römischen Kaiserzeit. | D-1-7133-0060 |      |
| Buxheim (Oberbayern) (Standort) | Siedlung des Neolithikums, der Bronzezeit, der römischen Kaiserzeit (Villa rustica) und des frühen Mittelalters.                                                                                | D-1-7133-0062 |      |
| Buxheim (Oberbayern) (Standort) | Gräber des Frühmittelalters. | D-1-7133-0064 |      |
| Buxheim (Oberbayern) (Standort) | Siedlung des Neolithikums, der Hallstatt- und Spätlatènezeit. | D-1-7133-0065 |      |
| Buxheim (Oberbayern) (Standort) | Siedlung vor- und frühgeschichtlicher Zeitstellung. | D-1-7133-0068 |      |
| Buxheim (Oberbayern) (Standort) | Siedlung des Neolithikums, der Bronze-, Hallstatt- und Latènezeit sowie der römischen Kaiserzeit.                                                                                               | D-1-7133-0069 |      |
| Buxheim (Oberbayern) (Standort) | Schlagplatz des Neolithikums, Grabenwerk und Siedlung der Hallstattzeit. | D-1-7133-0075 |      |
| Buxheim (Oberbayern) (Standort) | Siedlung vor- und frühgeschichtlicher Zeitstellung. | D-1-7133-0076 |      |
| Buxheim (Oberbayern) (Standort) | Grabenwerk und Siedlung vor- und frühgeschichtlicher Zeitstellung. | D-1-7133-0077 |      |
| Buxheim (Oberbayern) (Standort) | Siedlung vorgeschichtlicher Zeitstellung. | D-1-7133-0079 |      |
| Buxheim (Oberbayern) (Standort) | Straße der römischen Kaiserzeit. | D-1-7133-0085 |      |
| Buxheim (Oberbayern) (Standort) | Wallanlage vor- und frühgeschichtlicher Zeitstellung. | D-1-7133-0086 |      |
| Buxheim (Oberbayern) (Standort) | Kapellenwüstung des Mittelalters und der frühen Neuzeit. | D-1-7133-0088 |      |
| Buxheim (Oberbayern) (Standort) | Siedlung vor- und frühgeschichtlicher Zeitstellung. | D-1-7133-0089 |      |
| Nassenfels (Standort)           | Siedlung des Neolithikums. | D-1-7133-0096 |      |
| Buxheim (Oberbayern) (Standort) | Brandgräber der Urnenfelderzeit. | D-1-7133-0167 |      |
| Eitensheim (Standort)           | Viereckiges Grabenwerk vor- und frühgeschichtlicher Zeitstellung. | D-1-7133-0281 |      |
| Buxheim (Oberbayern) (Standort) | Mittelalterliche und frühneuzeitliche Befunde im Bereich der Kath. Filialkirche St. Martin in Tauberfeld.                                                                                       | D-1-7133-0310 |      |
| Buxheim (Oberbayern) (Standort) | Mittelalterliche und frühneuzeitliche Vorgängerbauten der Kath. Pfarrkirche St. Michael in Buxheim.                                                                                             | D-1-7133-0311 |      |
| Buxheim (Oberbayern) (Standort) | Siedlung des frühen und mittleren Neolithikums. | D-1-7133-0312 |      |
| Buxheim (Oberbayern) (Standort) | Siedlung und Grabenwerke der Hallstatt- und der Latènezeit. | D-1-7133-0332 |      |
| Buxheim (Oberbayern) (Standort) | Siedlung vorgeschichtlicher Zeitstellung. | D-1-7133-0333 |      |
| Buxheim (Oberbayern) (Standort) | Freilandstation des Mittelpaläolithikums, Siedlung des Neolithikums, der Bronze-, Hallstatt- und frühen Latènezeit, Körpergräber des frühen Bronzezeit, frühmittelalterliches Reihengräberfeld. | D-1-7133-0334 |      |
| Buxheim (Oberbayern) (Standort) | Siedlung der Hallstattzeit. | D-1-7133-0335 |      |
| Buxheim (Oberbayern) (Standort) | Gräber der Urnenfelderzeit, Siedlung der Hallstattzeit, Straße der römischen Kaiserzeit. | D-1-7133-0383 |      |
| Buxheim (Oberbayern) (Standort) | Siedlung der Spätbronze-, Hallstatt- und Frühlatènezeit. | D-1-7133-0387 |      |
| Buxheim (Oberbayern) (Standort) | Siedlung des Neolithikums. | D-1-7133-0389 |      |
| Buxheim (Oberbayern) (Standort) | Siedlung der Urnenfelderzeit und vorgeschichtlicher Zeitstellung. | D-1-7133-0406 |      |
| Buxheim (Oberbayern) (Standort) | Siedlung der vorgeschichtlichen Metallzeiten. | D-1-7133-0415 |      |
| Buxheim (Oberbayern) (Standort) | Gräber des Neolithikums oder der Frühbronzezeit. | D-1-7233-0117 |      |
| Buxheim (Oberbayern) (Standort) | Siedlung des Neolithikums, der Bronzezeit und der römischen Kaiserzeit. | D-1-7233-0119 |      |
| Buxheim (Oberbayern) (Standort) | Grabhügel vorgeschichtlicher Zeitstellung. | D-1-7233-0120 |      |
| Buxheim (Oberbayern) (Standort) | Siedlung vor- und frühgeschichtlicher Zeitstellung. | D-1-7233-0121 |      |
| Buxheim (Oberbayern) (Standort) | Freilandstation des Paläolithikums, Siedlung des Neolithikums und der Urnenfelderzeit, Siedlung und Grabenwerk der Hallstattzeit.                                                               | D-1-7233-0122 |      |
| Buxheim (Oberbayern) (Standort) | Siedlung des Neolithikums, der Hallstatt- und Latènezeit, Villa rustica der römischen Kaiserzeit.                                                                                               | D-1-7233-0123 |      |
| Buxheim (Oberbayern) (Standort) | Villa rustica der römischen Kaiserzeit. | D-1-7233-0124 |      |
| Buxheim (Oberbayern) (Standort) | Siedlung vor- und frühgeschichtlicher Zeitstellung. | D-1-7233-0125 |      |
| Buxheim (Oberbayern) (Standort) | Körpergräber vor- und frühgeschichtlicher Zeitstellung. | D-1-7233-0127 |      |
| Buxheim (Oberbayern) (Standort) | Siedlung der Hallstattzeit. | D-1-7233-0128 |      |
| Buxheim (Oberbayern) (Standort) | Gräber der Frühbronzezeit, Grabhügel der Hallstattzeit, Siedlung der Bronze-, Urnenfelder- und Hallstattzeit.                                                                                   | D-1-7233-0400 |      |
| Buxheim (Oberbayern) (Standort) | Siedlung der frühen Hallstattzeit. | D-1-7233-0529 |      |